# 加莱里乌斯拱门

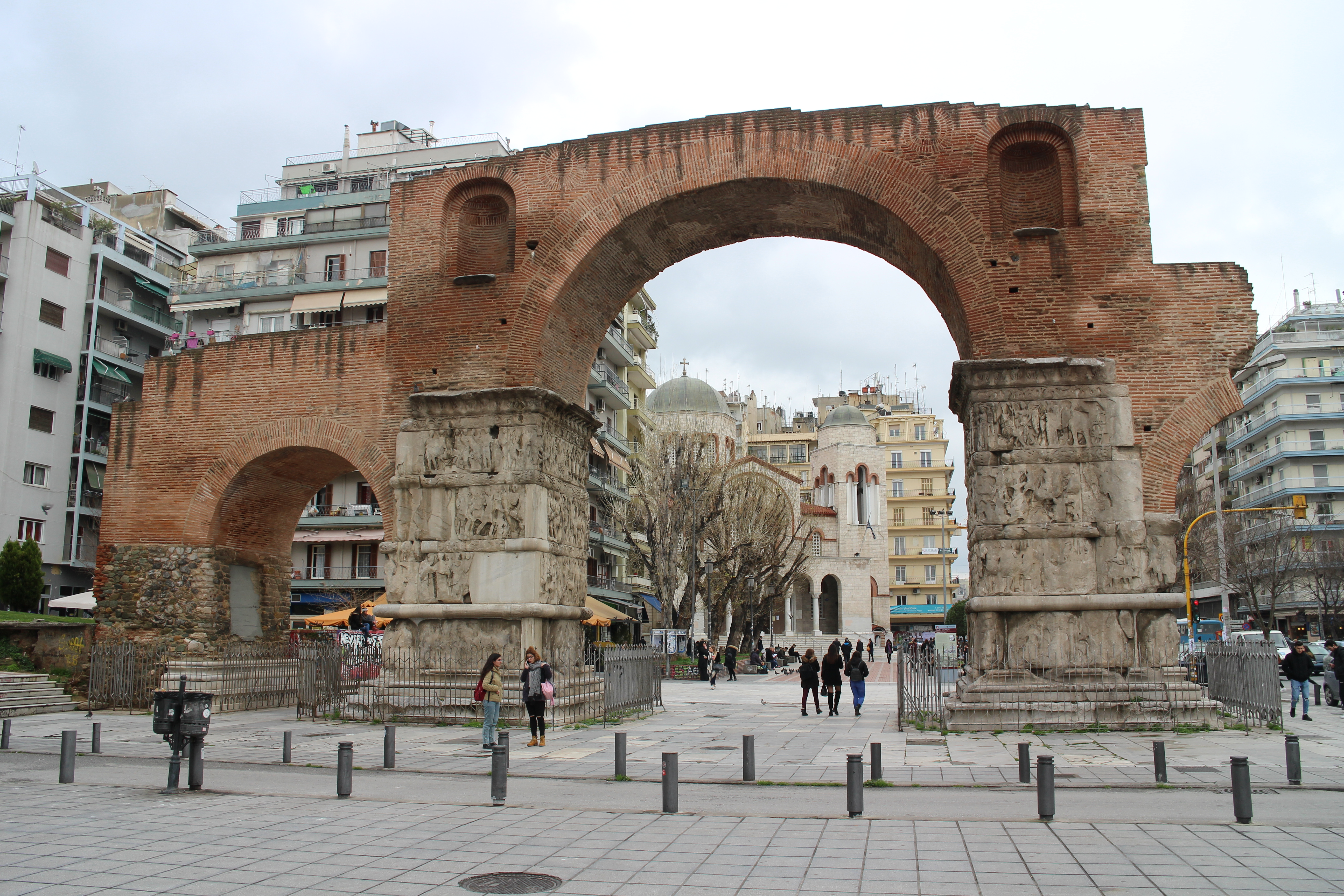
加莱里乌斯拱门

加莱里乌斯拱门，为希腊塞萨洛尼基市的一座古建筑。加莱里乌斯陵墓与加莱里乌斯拱门相邻。
加莱里乌斯拱门现位于Dimitrios Gounari大街。拱门建于公元298年至299年，为纪念加莱里乌斯打败波斯的入侵。